# Campeonato Europeo de Rugby League 1953/54
El Campeonato Europeo de Rugby League de 1953/54 fue la decimocuarta edición del principal torneo europeo de Rugby League.

## Equipos
- Francia
- Gales
- Inglaterra
- Otras Nacionalidades (Selección formada por jugadores de Australia, Fiyi, Irlanda, Nueva Zelanda y Sudáfrica).

## Posiciones
| Equipo               | Encuentros | Encuentros | Encuentros | Encuentros | Tantos  | Tantos    | Tantos     | Puntos |
| Equipo               | jugados    | ganados    | empatados  | perdidos   | a favor | en contra | diferencia | Puntos |
| -------------------- | ---------- | ---------- | ---------- | ---------- | ------- | --------- | ---------- | ------ |
| Inglaterra           | 3          | 3          | 0          | 0          | 61      | 32        | +29        | 6      |
| Francia              | 3          | 2          | 0          | 1          | 43      | 47        | -4         | 4      |
| Otras Nacionalidades | 3          | 1          | 0          | 2          | 67      | 45        | +22        | 2      |
| Gales                | 3          | 0          | 0          | 3          | 32      | 77        | -45        | 0      |

Nota: Se otorgan 2 puntos al equipo que gane un partido, 1 al que empate y 0 al que pierda.
|  | Campeón |

## Resultados
| 16 de septiembre de 1953 | Inglaterra | 24 - 5 | Gales |  |  |

| 7 de octubre de 1953 | Otras Nacionalidades | 30 - 5 | Gales |  |  |

| 18 de octubre de 1953 | Francia | 15 - 10 | Otras Nacionalidades |  |  |

| 7 de noviembre de 1953 | Inglaterra | 7 - 5 | Francia |  |  |

| 28 de noviembre de 1953 | Inglaterra | 30 - 22 | Otras Nacionalidades |  |  |

| 13 de diciembre de 1953 | Francia | 18 - 16 | Gales |  |  |

| Bandera de Inglaterra |
| Campeón Inglaterra    |
| Sexto título          |